# 范丞丞
范 丞丞（ファン・チョンチョン、英: Fan Chengcheng、2000年6月16日 - ）は、中華人民共和国の歌手、俳優。中国の男性アイドルグループNINE PERCENTの元メンバー。NEXT（楽華七子）のメンバー。

## 来歴
2018年4月にiQIYIのオーディション番組である『偶像練習生』に参加し、最終順位3位となり、期間限定のボーイズグループNINE PERCENTのメンバーとしてデビュー。6月には、所属しているYUE HUA EntertainmentからNEXT（楽華七子）のメンバーとしてもデビュー。
2019年10月にNINE PERCENTの活動を終え、現在は、NEXT（楽華七子）の活動やドラマへの出演、モデル活動などを行っている。
また、姉は女優の范冰冰であり、19歳離れている。

## 出演

### ドラマ
- 靈域（2021年）
- 致命願望（2021年）
- 曾少年（2022年）
- 左肩有你（2022年）